# روحش شاد (فیلم)
روحش شاد یا رست این پیس (انگلیسی:The RIP) یک فیلم جنایی رازآلود و دلهره‌آور آمریکایی در حال ساخت به نویسندگی و کارگردانی جو کارنهان با بازی مت دیمون، بن افلک، تیانا تیلور، ساشا کایه، نستر کاربونل، کاتالینا ساندینو مورنو، کایل چندلر، اسکات ادکینز و لینا اسکو است.

## داستان
گروهی از پلیس‌های میامی ذخیره‌ای از میلیون‌ها پول نقد را کشف می‌کنند که باعث بی‌اعتمادی افراد خارجی در مورد مصادره بزرگ می‌شود و آنها را به این سوال وا می‌دارد که به چه کسی تکیه کنند.

## ساخت
فیلمبرداری در ۳ اکتبر ۲۰۲۴ در لس آنجلس آغاز شد و انتظار می‌رود در ۱۱ دسامبر به پایان (رپ) برسد.